# 萨达省
薩達省（阿拉伯语：‎；）是也門西北部的一個省，北鄰沙烏地阿拉伯。面積14,364平方公里，2004年人口695,033人。多屬伊斯蘭教扎伊迪派。
省会薩達。